# Sirifila-Boundy
Sirifila-Boundy est une commune du Mali, dans le cercle de Niono et la région de Ségou.